# كلاي جونسون (كرة سلة)
كلاي جونسون (بالإنجليزية: Clay Johnson)‏ مواليد 18 يوليو 1956 في هارلم، هو لاعب كرة سلة محترف أمريكي معتزل بدأ مسيرته الاحترافية في سنة 1979 حيث تم اختياره من قبل فريق بورتلاند ترايل بلايزرز خلال الدرافت، وحمل الرقم 34. يبلغ طوله 6 قدم 4 بوصة (1.9 م). اعتزل اللعب في 1986.

## روابط خارجية
- كلاي جونسون على موقع إن بي أي (الإنجليزية)
- كلاي جونسون على موقع سبورتس رفرنس (الإنجليزية)
- كلاي جونسون على موقع كلية كرة السلة في سبورتس رفرنس.كوم (الإنجليزية)
- كلاي جونسون على موقع ريلجم (الإنجليزية)
- كلاي جونسون على موقع بروبوليرز (الإنجليزية)